# Wilhelm Ludwig Abeken
Wilhelm Ludwig Abeken (ur. 30 kwietnia 1813 w Osnabrück, zm. 29 stycznia 1843 w Monachium) – niemiecki archeolog i filolog klasyczny.
Syn Bernarda Rudolfa Abekena. Prowadził głównie badania Italii w czasach przedrzymskich. Dopiero po śmierci wyszło jego podstawowe dzieło Mittel-Italien vor den Zeiten römischer Herrschaft in seinen Denkmalen (Stuttgart 1843).